# Jan Stenerud
Jan Stenerud (* 26. November 1942 in Fetsund) ist ein ehemaliger norwegischer American-Football-Spieler. Er gilt als einer der besten Kicker in der Geschichte der NFL und spielte unter anderem für die Kansas City Chiefs.

## College
Stenerud begann seine Karriere für einen Footballspieler vollkommen ungewöhnlich. Geboren und aufgewachsen in Norwegen spielte er dort zunächst Fußball und Eishockey. Er war ein hervorragender Skispringer, was ihm 1963 ein Stipendium an der Montana State University in Bozeman einbrachte. Nach seiner Einreise in die USA besuchte er seine Schwester in Buffalo und sah sein erstes Footballspiel zwischen den Buffalo Bills und den Kansas City Chiefs. Stenerud war beeindruckt, dachte aber nicht daran, selbst Football zu spielen. Erst der Basketballtrainer seiner Universität machte den Footballtrainer auf Stenerud aufmerksam, nachdem er beobachtet hatte, dass dieser auf dem Footballfeld ein paar Bälle zwischen die Torpfosten kickte. Die Technik hatte er sich zuvor beim damaligen Kicker der Universität abgeschaut, der nach einer Verletzung wieder versuchte, Anschluss an die Mannschaft zu gewinnen und für den er den Ball festhielt, damit dieser das Spielgerät durch die Torpfosten kicken konnte. Steneruds unvergleichliche Karriere begann.
Zwei Jahre spielte er für die Montana Bobcats, das Footballteam der Universität, und machte Furore, da er aus großer Entfernung immer wieder Field Goals erzielte. Das längste Field Goal überbrückte die Strecke von 59 Yards, seitdem Schulrekord (Stand 2024). Durch die Fähigkeiten Steneruds konnten die Bobcats Field Goals aus Entfernung erzielen, die normalerweise einen Punt erforderlich gemacht hätten. Stenerud wurde auch an Stelle des Punters eingesetzt, da er mit seinen Kicks größere Weiten als dieser überbrücken konnte. Die Scouts der Profiligen wurden schnell auf ihn aufmerksam.

## Profizeit
1967 wurde Stenerud von den Kansas City Chiefs in der dritten Runde der AFL Draft 1967 gewählt. Zu diesem Zeitpunkt gingen die NFL und die AFL noch getrennte Wege. Nachdem er von den Chiefs ein Handgeld über 80.000 Dollar erhalten hatte, flog er zurück nach Norwegen um anhand von Filmen über die Bobcats seinen Eltern zu zeigen, was er von nun an machen wird.
Stenerud konnte seine Fähigkeiten, die er im College erworben hatte, nahtlos in das Profigeschäft übernehmen. 1970 zog er mit seinen Chiefs in den Super Bowl IV ein. Die Mannschaft aus Kansas City gewann mit ihrem Quarterback Len Dawson unter dem Coach Hank Stram gegen die Minnesota Vikings mit ihrem Quarterback Joe Kapp mit 23:7. Stenerud erzielte dabei drei Field Goals.
1980 verließ Stenerud die Chiefs und schloss sich den Green Bay Packers an. Die Chiefs hielten ihn für zu alt. Ein Fehler, wie sich später herausstellte. 1981 konnte Stenerud im Trikot der Packers 35 seiner 36 Field Goal Versuche verwandeln. Dies stellte damals einen NFL-Rekord dar. 1984 wechselte Stenerud zu den Vikings. Dort beendete er 1985 nach 19 Spielzeiten seine Karriere. Stenerud erzielte während seiner Laufbahn in der Regular Season 295 Field Goals und 458 Point after Touchdown, Extrapunkte nach einem Touchdown.

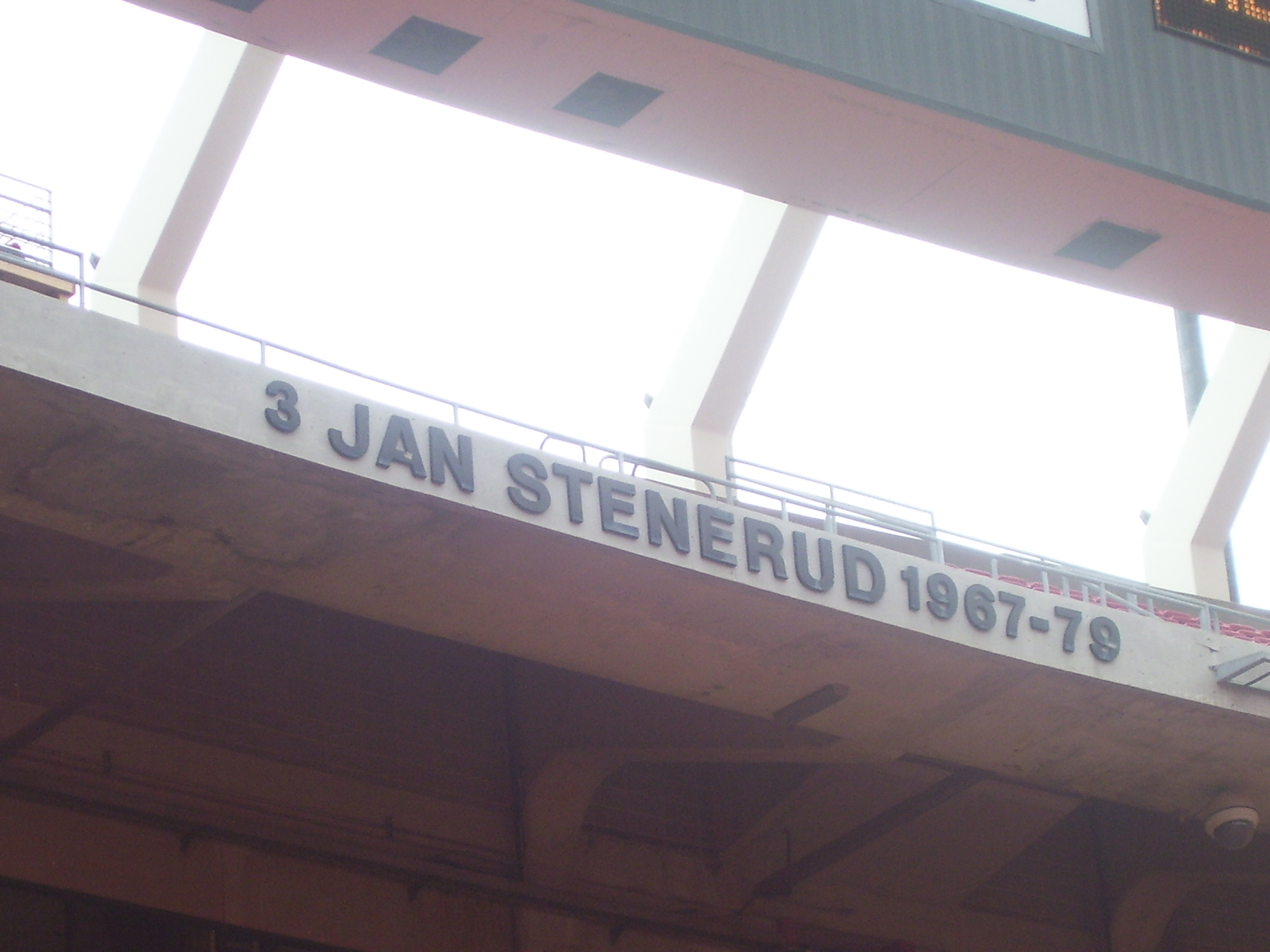
Jan Stenerud im Arrowhead Stadium

## Ehrungen
Stenerud spielte in sechs Pro Bowls und wurde 1972 Pro Bowl MVP. Er ist seit 1991 der erste und bisher einzige Spieler, der nur als Kicker antrat und Mitglied der Pro Football Hall of Fame ist. Ferner gehört er dem National Football League 75th Anniversary All-Time Team, der Hall of Fame der Chiefs und der Green Bay Packers Hall of Fame an. Im Stadion der Chiefs wird an ihn erinnert. Die Straße seiner Heimatstadt, in welcher er aufgewachsen ist, wurde nach ihm umbenannt.

## Nach der Karriere
Stenerud ist Mitbesitzer einer Firma, die Sportstätten plant und baut. Ferner kommentierte er Footballspiele für das skandinavische Fernsehen. Er lebt in Kansas City. Noch heute besucht er regelmäßig Norwegen.

## Quelle
- Jens Plassmann: NFL – American Football. Das Spiel, die Stars, die Stories (= Rororo 9445 rororo Sport). Rowohlt, Reinbek bei Hamburg 1995, ISBN 3-499-19445-7.